# Акче
Акче (на турски: akçe, от ak „бял“) е сребърна монета, използвана като основна парична единица в Османската империя с тегло около 1,15 грама. Наричани са също аспри. Основна монетна единица през първите векове на Османското владичество, в която като правило се изчисляват всички данъци и такси. В края на XVII век акчето почти изчезва като действителна монетна единица и е заменено от медни мангъри, както и от чуждестранни сребърни монети.

## История
Често се приема, че първите акчета са сечени по времето на султан Орхан I (1326—1359) в монетарниците на гр. Бурса. Някои автори смятат, че първото акче е сечено при неговия предшественик Осман I.
Акчето, подобно на всички видове турски монети, е без изображения, отбелязани са името на султана, титлите му, годината на възцаряването му.
От 1326 година до 1444 година сребърното съдържание на акчето е относително стабилно. То е между 1,15 и 1,20 г. Между 1444 и 1481 година в резултат от държавната политика за натрупване на повече пари в хазната то пада с повече от 30%. От този момент обезценяването на основната османска монетна единица става почти регулярно на всеки 10 години. След всяка девалвация акчетата намаляват своя размер и тегло.
Съдържание на сребро в акчето след 1450 година.
| Година    | Сребро (грамове) | Индекс |
| --------- | ---------------- | ------ |
| 1450–60   | 0.85             | 100    |
| 1490–1500 | 0.68             | 80     |
| 1600      | 0.29             | 34     |
| 1700      | 0.13             | 15     |
| 1800      | 0.048            | 6      |

В 1525 година 1,5 кг. хляб и 0,6 кг агнешко месо струват едно акче. През същата година един алтън (султани) се разменя за  59 акчета, а през първата половина на XVII в. - за 120 акчета. Приема се, че  постепенното обезценяване на акчето е пагубно за османската икономика.

## Разновидности
Алжирското акче има специфична квадратна форма.
Кримското акче е сечено от хановете в Крим, без да се споменава името на османския султан. То има различна стойност от османското.
Макар и рядко, са сечени и монети, кратни на акчето – бешлик (т.е. „петак“), равен на пет акчета и онлик (т.е. „десетак“), равен на десет акчета.